# Млаки
Млаки (укр. Млаки) — село в Дунаевецком районе Хмельницкой области Украины.
Население по переписи 2001 года составляло 107 человек. Почтовый индекс — 32456. Телефонный код — 3858. Занимает площадь 0,713 км². Код КОАТУУ — 6821882404.

## Местный совет
32456, Хмельницкая обл., Дунаевецкий р-н, с. Гута-Яцковецкая